# Maroc la Jocurile Olimpice de vară din 2016
Marocul a participat la Jocurile Olimpice de vară din 2016 de la Rio de Janeiro în perioada 5 – 21 august 2016, cu o delegație de 49 de sportivi, care a concurat în 13 sporturi. Cu o singură medalie de bronz, Marocul s-a aflat pe locul 78 în clasamentul final. Bilanțul a fost considerat unul dezamăgitor.

## Participanți
Delegația marocană a cuprins 49 de sportivi: 30 de bărbați și 19 de femei. Cel mai tânăr atlet din delegație a fost canoista Hind Jamili (17 ani), cel mai bătrân a fost călărețul Abdelkebir Ouaddar (54 de ani).
| Sport       | Masculin | Feminin | Total |
| ----------- | -------- | ------- | ----- |
| Atletism    | 13       | 7       | 20    |
| Box         | 5        | 3       | 8     |
| Caiac canoe | 0        | 1       | 1     |
| Ciclism     | 3        | 0       | 3     |
| Echitație   | 1        | 0       | 1     |
| Golf        | 0        | 1       | 1     |
| Haltere     | 1        | 1       | 2     |
| Judo        | 1        | 2       | 3     |
| Lupte       | 3        | 0       | 3     |
| Natație     | 1        | 1       | 2     |
| Scrimă      | 0        | 1       | 1     |
| Taekwondo   | 1        | 2       | 3     |
| Tir         | 1        | 0       | 1     |
| Total       | 30       | 19      | 49    |

## Medaliați
| Medalie | Nume           | Sport | Probă          | Dată      |
| ------- | -------------- | ----- | -------------- | --------- |
| Bronz   | Mohammed Rabii | Box   | 69 kg masculin | 15 august |